# Bab Ezzouar
Bab Ezzouar (in caratteri arabi: باب الزوار) è una città dell'Algeria facente parte del distretto di Dar El Beïda, nella provincia di Algeri.
È di Bab Ezzouar la cantante Zaho.